# Beugnies
Beugnies är en kommun i departementet Nord i regionen Hauts-de-France i norra Frankrike. Kommunen ligger i kantonen Avesnes-sur-Helpe-Nord som tillhör arrondissementet Avesnes-sur-Helpe. År 2022 hade Beugnies 608 invånare.

## Befolkningsutveckling
Antalet invånare i kommunen Beugnies
| Referens: INSEE |